# Isola di Bennett
L'isola di Bennett (in russo Остров Беннетта, ostrov Bennetta) è una delle isole De Long che fanno parte dell'arcipelago delle isole della Nuova Siberia. Amministrativamente fa parte del Bulunskij ulus del territorio della repubblica autonoma russa della Sacha-Jacuzia, nel circondario federale dell'Estremo Oriente, (Siberia orientale).

## Geografia
L'isola di Bennett si trova nel Mare della Siberia Orientale, è la più grande del gruppo delle De Long ed è disabitata. Ha una superficie di circa 150 km² e un'altitudine massima di 426 m (monte De Long). Ha la più grande copertura permanente di ghiaccio all'interno delle isole De Long.

## Storia
Bennett, assieme a Jeannette e a Henrietta, è stata scoperta nel 1881 dalla sfortunata spedizione con il vascello USS Jeannette, comandato da George W. DeLong. È stata così battezzata in onore di James Gordon Bennett Jr. che finanziò la spedizione.
Nel 1902, fu poi esplorata e mappata da Eduard Toll durante la sua spedizione polare russa del 1900-1902. Subito dopo tale esplorazione, Toll sarebbe scomparso nel tentativo di tornare verso il continente.

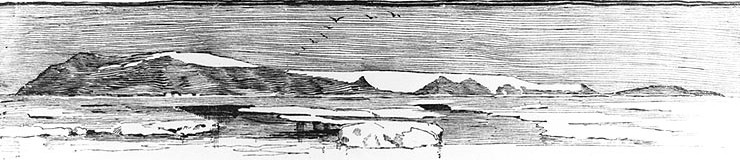
Schizzo dell'isola scoperta dal cap. George DeLong nel luglio del 1881